# Předklonka
Předklonky jsou nepřízvučná slova, která stojí před přízvučným slovem po pauze a vyslovují se s tímto přízvučným slovem jako jeden přízvučný celek. Toto spojování s přízvučným slovem nazýváme přiklánění.

## Popis
Předklonka (proklitikon, množné číslo proklitika) je slovo (zpravidla krátké), které nemá vlastní přízvuk. Tvoří přízvučný celek s následujícím slovem.
Spolu s (přinejmenším v češtině) rozšířenějšími příklonkami (enklitika), které tvoří přízvučné celky se slovy předcházejícími, je označujeme souhrnným názvem klitika (jednotné číslo klitikon).
Typickými předklonkami v češtině jsou spojky a, i, ale. Všechny předklonky v češtině jsou nestálé – mohou se objevovat i jako foneticky samostatná slova (stálé předklonky se nazývají také proklitika tantum).

### Příklady
Tak, a teď ať mi někdo tvrdí, že ten jelen nebyl včera večer postřelen!